# 「謳おう」EP
『「謳おう」EP』（うたおうEP）は、ゆずの初のEP。2017年6月21日にセーニャ・アンド・カンパニーより発売。

## 概要
ゆずとして初の試みとなる2週連続EPリリースの1作目。
オールタイムベストアルバム『YUZU 20th Anniversary ALL TIME BEST ALBUM ゆずイロハ 1997-2017』のリリースと並行して、「常にその先へ。そして今のゆずを皆さんにお届けしたい」という想いから2017年はじめから新曲の楽曲制作を進行し、制作された楽曲を大きく2つのイメージに分け、まるでアルバムのようなコンセプトと収録曲数となるゆず初のEP作品として翌週リリースの『「4LOVE」EP』とともに完成したもので、今作は全編“アコースティック”をコンセプトとした楽曲が収録されており、 日本テレビ系『NEWS ZERO』テーマソングとして4月3日より番組内でオンエアされている「カナリア」、3月に弾き語り配信シングルとしてリリースされたフジテレビ系『めちゃ×2イケてるッ!』2017年テーマソング「タッタ」、さらに弾き語り一発録りでレコーディングを行った「天国」、岩沢厚治詞曲による「保土ヶ谷バイパス」に加え、「カナリア」インストゥルメンタルを収めた全5曲入りとなっている。
ジャケット写真、アーティスト写真、「カナリア」ミュージック・ビデオの撮影は世界遺産である屋久島で行われ、大自然のなか佇む二人と普遍的なサウンドとメッセージを集約した作品タイトル“謳おう”がリンクした、20周年以降の新たなゆずを予感させるものとなっている。この撮影では福岡空港から屋久島行きの飛行機が欠航したため、陸路で鹿児島まで行き、鹿児島から種子島経由のフェリーで屋久島に向かったとのこと（『ゆずのオールナイトニッポン』内で発言）。
ゆず公式サイト内のディスコグラフィーでは「EP」に分類されているが、曲数の規定上、オリコンではシングルランキングでチャートイン。2週目の水曜日から金曜日にあたる6月28〜30日のデイリーランキングではこの週に発売された『「4LOVE」EP』とともに2作同時にトップ10にランクインした。

## 収録曲
1. カナリア (3:54)
  - 作詞 : 北川悠仁 / 作曲 : 北川悠仁・蔦谷好位置 / Produced by ゆず & 稲葉貢一 / 編曲：蔦谷好位置 & ゆず

日本テレビ系『NEWS ZERO』テーマソング
6月23日の『ミュージックステーション』で披露した際には北川手書きの歌詞が表示された。
ギタリストとしてUK（MOROHA）が参加している。
2. タッタ (3:49)
  - 作詞 : 北川悠仁 / 作曲 : 北川悠仁・JIN / Produced by ゆず & 稲葉貢一 / 編曲 : ゆず

フジテレビ系『めちゃ×2イケてるッ!』2017年テーマソング
3月11日にすでに配信限定シングルとしてリリースされていたが今作で初のCD化。
3. 天国 (2:48)
  - 作詞・作曲 : 北川悠仁 / 編曲：ゆず

一発録りでレコーディングされた楽曲[1]。
4. 保土ヶ谷バイパス (3:48)
  - 作詞・作曲 : 岩沢厚治 / 編曲：ゆず
5. カナリア(Instrumental) (3:50)
インストゥルメンタル曲として製作された楽曲がアルバムを構成する1曲として収録されていたことはあったが、ボーカルがある曲のインストゥルメンタルバージョンがCDに収録されたのは自身初めて。